# مات غراي
مات غراي (بالإنجليزية: Matt Gray)‏ (11 يوليو 1936 برينفرو في المملكة المتحدة - 13 سبتمبر 2016) هو لاعب كرة قدم بريطاني في مركزي الهجوم ومهاجم داخلي. لعب مع مانشستر سيتي وهايلاندز بارك ‏ ونادي ستيرلينغ ألبيون ونادي لانارك الثالث.

## وصلات خارجية
- مات غراي على موقع قاعدة بيانات كرة القدم.إي يو (الإنجليزية)